# Escuela Nacional y Latinoamericana de Coros Polifónicos de Campanas de Mano
Es una escuela donde se aprende el arte de tocar las campanas de mano única en Venezuela y ubicada específicamente en El Tocuyo (Estado Lara).
Los Coros de Campanas representan una alternativa idónea de la educación musical. Entre sus bondades está el hecho de que se fomente el trabajo en equipo y desarrollo de las aptitudes musicales en poco tiempo. La formación de un conjunto musical es casi instantánea cuando se utilizan campanas, pues es un instrumento del cual se obtiene un sonido óptimo en un período de tiempo corto, si lo comparamos con el tiempo que toma en los demás instrumentos musicales. Todo este se suma a la belleza sonora y el elemento visual que ofrece al espectador.

## Historia
El coro de Campanas de El Tocuyo nace el 14 de mayo de 1994, bajo el asesoramiento del Coro Polifónico de Campanas de Aibonito Puerto Rico, la dirección de María Luisa Garmendia y apoyo de María Graciela Carrasco. Desde 1998 hasta la fecha es dirigido por el músico Daniel Rangel, quien ha sido uno de sus integrantes fundadores.
La idea de crear más Coros de Campanas en Venezuela surge del Maestro José Antonio Abreu
, luego que nace la Escuela Nacional y Latinoamericana de Coros Polifónicos de Campanas de Venezuela, fundada en enero de 2006, por los jóvenes: Ángel Paúl Torres y Daniel Rangel, integrantes y directores del Coro de Campanas de El Tocuyo.
El Maestro José Antonio Abreu, apoya esta iniciativa desde su comienzo, destacando que los Coros de Campanas, deben tener el mismo objetivo que las orquestas, como es la formación de los niños y jóvenes venezolanos a través de la música, para así crear condiciones sociales que permitan un desarrollo integral de todos sus integrantes, y de este modo contribuir al fortalecimiento de este nuevo arte, y que en todos los rincones del país todos tengan la oportunidad de aprender y tocar campanas.
En febrero de 2010 por iniciativa del Maestro, se forma el Ensamble Polifónico de Campanas Simón Bolívar, con integrantes avanzados en campanas, se crea este ensamble con la necesidad de formar grupos más experimentados en el arte de tocar campanas, y darle la oportunidad a los Campanistas de seguir creciendo musicalmente, para hacer de este arte, una profesión.
El Coro de Campanas El Tocuyo, en sus pocos años, se ha convertido en una de las mayores representaciones del gentilicio musical tocuyano, es único en su estilo y el segundo en Latinoamérica.
La Escuela de Campanas de Venezuela, es la única en Latinoamérica, y el mundo, se está fortaleciendo gracias al Sistema de Orquestas Juveniles e Infantiles de Venezuela, actualmente se encuentran adscritos los coros de campanas Simón Bolívar, Pre-infantil Nacional, Infantil Nacional, Coro de Campnas del Estado Lara y Coro de Campanas de El Tocuyo.

### Algunas de sus presentaciones
Estas agrupaciones se han presentado en distintas ciudades del país y el exterior entre estas están las ciudades de San Juan, Aibonito Puerto Rico, igualmente presentaciones en los Estados: Apure, Nueva Esparta, Zulia, Portuguesa, Yaracuy, Distrito Federal, compartiendo escenarios con personalidades del quehacer musical venezolano como: Oscar D'León, Kiara, Cecilia Todd
, Santoral, Serenata Guayanesa, Ensamble Gurrufio, Un solo Pueblo, Cheo Hurtado, Orquesta Sinfónica Infantil Nacional, Orquesta Pequeños Mozart, Orquesta Sinfónica Gran Mariscal de Ayacucho, Orquesta Juvenil de Carabobo, Coro de Campanas de Aibonito Puerto Rico, Niños Cantores de la Orquesta Sinfónica del Estado Lara, Niños Cantores de Lara, Expresión Morandina, Orquestas Sinfónica Venezuela, Coro de Niños Cantores de Cagua San Juan Puerto Rico entre otras.
En 1995 el Coro de Campanas de El Tocuyo representó a Venezuela en el Primer Festival de Coros de Campanas, realizado en Aibonito Puerto Rico. Igualmente, este coro actuó en las ciudades de San Paulo Brasil, asistió a Dallas, Texas en el año 2005 y en enero de 2008 realizó una gira por San Juan Puerto Rico. En los años 1996, 1997, 1998, 2000 y 2003 se presentó en el espectáculo Navidad entre Amigos, realizado en el Complejo Cultural Teatro Teresa Carreño, volviendo nuevamente al Teatro Teresa Carreño los años 2004, 2005 y 2007 en actividades del Estado venezolano y la Orquesta Filarmónica Nacional.
El Coro de Campanas de El Tocuyo ha realizado documentales en las televisoras nacionales como: Venevisión, Promar Televisión, Telecentro, UFT Televisión.

### Fondos para triunfar
La Escuela necesita de la ayuda de quienes puedan aportar su grano de arena debido a que necesitan fondos para poder representar a Venezuela en todos los festivales a los que se les invita a participar para mostrar su trabajo y que sea conocida por aquellos que aún no saben que esta escuela existe. Por su gran labor han recibido llamados de Japón, Brasil, Inglaterra, Puerto Rico, Argentina, Itaia y España.

### Curiosidades
Nueve años después de su fundación, en 1994, el Coro de Campanas de El Tocuyo fue invitado a presentarse en el Teatro Teresa Carreño sin saber que entre el público se encontraba José Antonio Abreu.
Daniel Rangel, director de la agrupación, había formado parte del Sistema de Orquestas Juveniles e Infantiles de Lara como clarinetista y conocía por referencia al maestro, pero cuando éste se puso de pie, fascinado por la interpretación de las campanas tubulares, y le dijo que quería apoyar la labor del coro, el muchacho entendió el tamaño de la responsabilidad que tenía enfrente.
Ya han pasado seis años de aquel encuentro y el Coro de Campanas de El Tocuyo se ha consolidado como una agrupación con casi 60 integrantes; pero además está el recién creado Ensamble de Campanas Simón Bolívar, conformado por los jóvenes más avanzados en la escuela en El Tocuyo, Barquisimeto y otras ciudades de la región, y cuyo alcance se ha ido extendiendo poco a poco con nuevos núcleos levantados en Valencia, San Felipe, Maracaibo, Coro y Caracas, donde a través de la Escuela Nacional de Coros y Grupos Polifónicos de Campanas desarrollan talleres con el apoyo del Sistema y de la Universidad Yacambú.

## Premios
En 1998 recibe el Mara de Oro como agrupación innovadora del Año. En el 2003 su director recibe la Orden Única en su Clases Ciudad Madre como músico ejemplar del municipio Morán y en noviembre de 2007 fue nombrado orador de orden por día del músico.